# Савич Маркович Штедімлія
Савич Маркович Штедімлія (серб. Савић Марковић Штедимлија; 12 січня 1906, Стієна — 25 січня 1971, Загреб) —  чорногорський письменник, публіцист, вчений. Він вивчав історію Хорватії та був співробітником Лексикографічного інституту в Загребі. За життя він написав понад 20 книг та численні статті, а також працював як літературознавець. Штедімлія відомий також як головний редактор видань, що пропагують Хорватську православну церкву.

## Біографія
Савич Маркович Штедімлія народився в Стієні, невеликому селищі  Чорногорії поблизу Подгориці в Князівстві Чорногорія. Він навчався в гімназії у Лесковаці і переїхав у Загреб у 1930 році. Там працював журналістом і письменником, опублікувавши численні статті та рецензії на літературні, історичні та політичні теми у періодичних виданнях. Статті Штедімлія про  історію Чорногорії зазнали впливу хорватського націоналізму того часу.
У 1941 році, після Другої світової війни в Югославії він заснував Чорногорський національний комітет Незалежної держави Хорватія, а через рік став редактором публікацій, що пропагують Хорватську православну церква режиму Усташе. Наприкінці 1944 року він емігрував у Австрію. А в 1945 році був заарештований у Радянській зоні Австрії та депортований у ГУЛАГ вСРСР. Після десяти років позбавлення волі він повернувся до Югославії в 1955 році. Був засуджений до 8 років ув'язнення за політичну діяльність під час війни. У 1959 році його звільнили за умови, що він прийняв заборону видавати твори під своїм іменем. У 1960-х роках він був членом Югославського лексикографічного інституту. Савич Маркович Штедімлія помер у 1971 році і був похований на кладовищі Мирогой у Загребі.

## Історіографічні видання
Він вперше опублікував свою теорію про походження чорногорців у книгах «Червона Хорватія» та «Основи чорногорського націоналізму» у 1937 році.
Штедімлія пояснив у своїй теорії, що чорногорці були нащадками хорватського народу, які потім оселилися на старій чорногорській території легендарної Червоної Хорватії]. Чорногорська мова не що інше, як діалект  хорватської мови. Заключний пункт цієї теорії стверджує, що населення протягом століть поступово змінювалося в силу сербізації. Ця теорія не була первісною ідеєю Штедімлія, але її корені сягають кінця 19 століття до хорватського націоналізму.

## Вибрана бібліографія
- Gorštačka krv: Crna Gora 1918—1928  (Чорногорія 1918—1928), Белград 1928 року.
- Crkolovanje crnogorske omladine  (Освіта чорногорської молоді), Загреб, 1936.
- Crvena Croatia  (Червона Хорватія), Загреб 1937 року.
- Основи чорногорського націоналізму  , Загреб, 1937.
- Auf dem Balkan  , Загреб 1943.
- Verschwörungen gegen den Frieden  , Загреб, 1944 рік.
- Partizani o sebi, Югославські партизани території Незалежної держави Хорватія, Загреб 1944 року.
- Deset godina u gulagu  (Десять років у ГУЛАГу), Подгориця 2004.